# チューリッヒ大学
チューリッヒ大学（ちゅーりっひだいがく、英語: University of Zurich、公用語表記: Universität Zürich）は、スイスチューリヒに本部を置くスイスの総合大学。1525年創立、1833年大学設置。
教会・王室の後援なしに民主主義国家により設置（1833年）されたヨーロッパでは最初の大学。隣にチューリッヒ工科大学がある。スイスでは最大規模の大学であり、これまでに12人のノーベル賞受賞者、、24人の連邦大統領 (スイス)を輩出している。

## 沿革
1525年、フルドリッヒ・ツヴィングリはチューリッヒ市参事会から委任され、宗教改革派の神学者を育成するための神学校を設立。ハインリヒ・ブリンガー等の活躍により、宗教改革派の理論的発展における重要拠点となった。1541年には、コンラート・ゲスナーにより博物学部が、1731年にはヨハン・ヤーコプ・ボードマーにより政治学部が造られた。この神学校を土台に、医学部や法学部、哲学部を新設する形で、1833年、現在のチューリッヒ大学は創立された。1847年には早くも女性の聴講が認められ、1864年には女学生の入学を受け入れ始めた。1860年代に医学の学位を授与された女学生達は、女性教育の先駆けとしてチューリッヒセブンと呼ばれている。

## 学部
- 理学部（数学・自然科学部、Mathematisch-naturwissenschaftliche Fakultät）
- 医学部（Medizinische Fakultät）
- 哲学部（Philosophische Fakultät）
- 法学部（Rechtswissenschaftliche Fakultä）
- 神学部（Theologische Fakultät）
- 獣医学部（Vetsuisse-Fakultät）
- 商学・経済学部（Wirtschaftswissenschaftliche Fakultät）Hall in the main building of the University of ZürichPredigerkirche und Universität Zürich

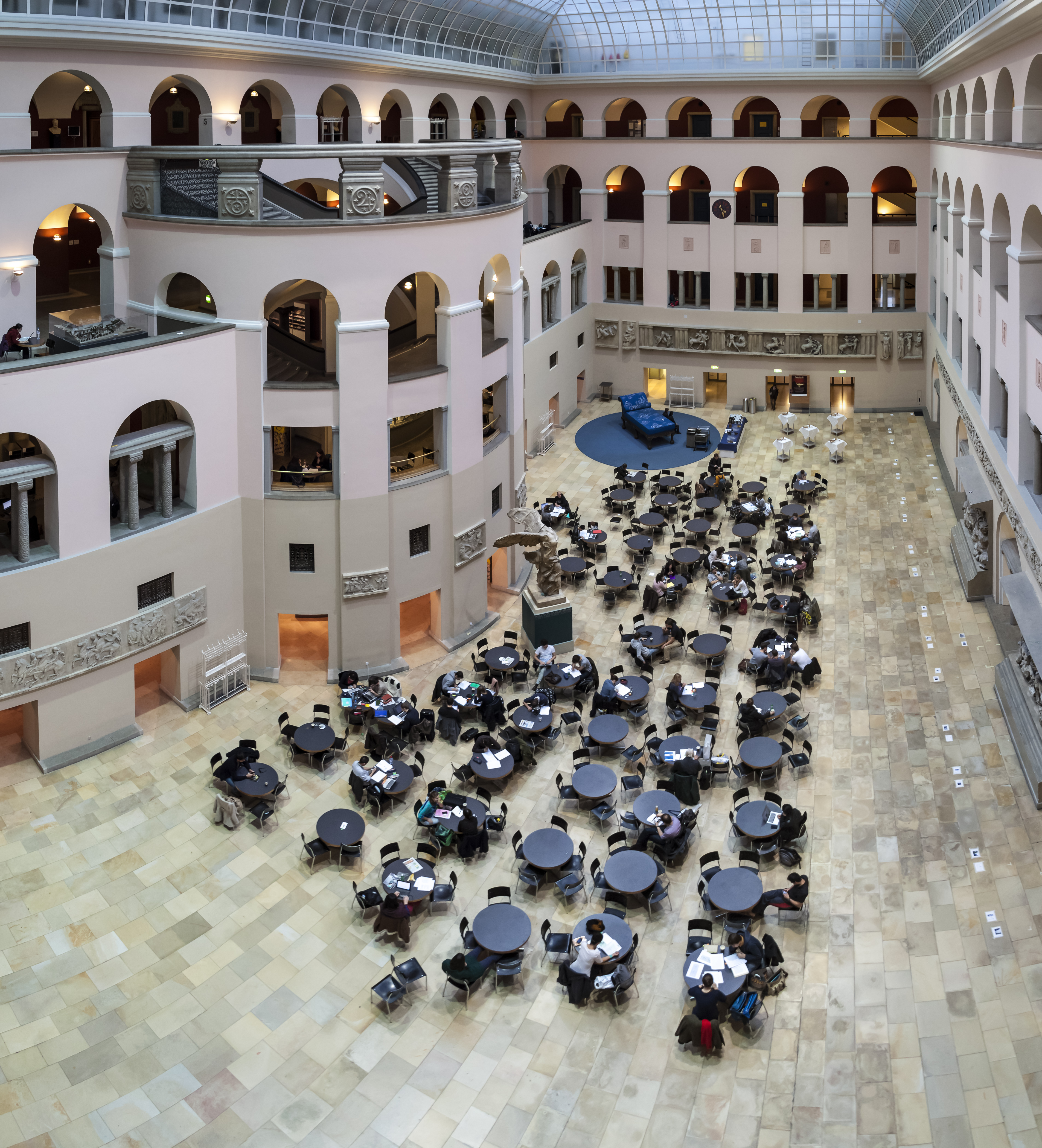
Hall in the main building of the University of Zürich

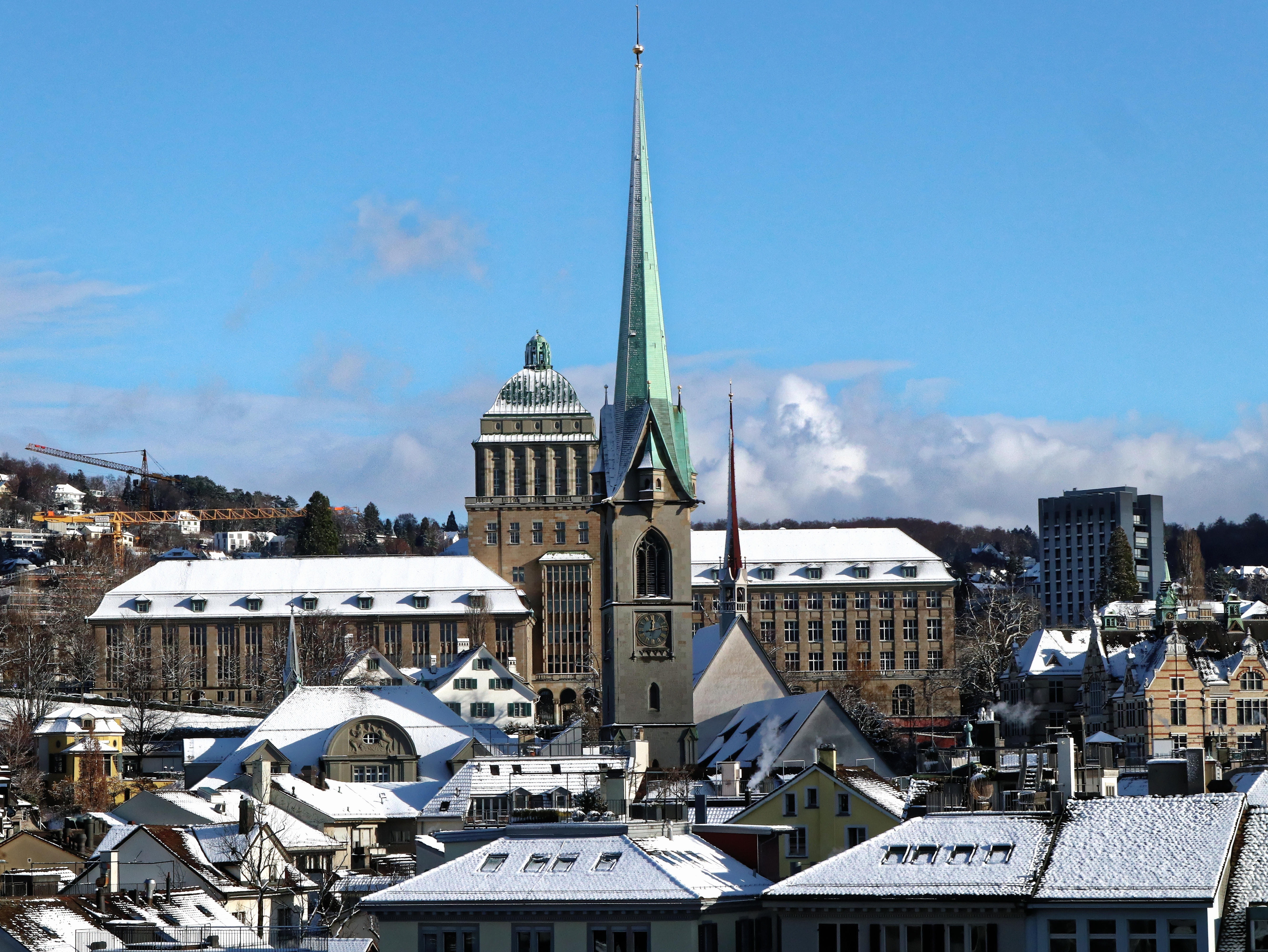
Predigerkirche und Universität Zürich

## 人物

### ノーベル賞受賞者
- アルベルト・アインシュタイン、1921年ノーベル物理学賞受賞
- ヴィルヘルム・コンラート・レントゲン、1901年ノーベル物理学賞受賞
- エルヴィン・シュレーディンガー、1933年ノーベル物理学賞受賞
- ロルフ・ツィンカーナーゲル、1996年ノーベル医学賞受賞
- カール・アレクサンダー・ミュラー、1987年ノーベル物理学賞受賞
- ウォルター・ルドルフ・ヘス、1949年ノーベル医学賞受賞
- レオポルト・ルジチカ、1939年ノーベル化学賞受賞
- ポール・カーラー、1937年ノーベル化学賞受賞
- ピーター・デバイ、1936年ノーベル化学賞受賞
- マックス・フォン・ラウエ、1914年ノーベル物理学賞受賞
- アルフレート・ヴェルナー、1913年ノーベル化学賞受賞
- テオドール・モムゼン、1902年ノーベル文学賞受賞

## 評価
2023年の世界大学学術ランキングにおいて、世界第59位、スイスでは第2位だった。2024年のTHE世界大学ランキングにおいて、世界第80位、スイスでは第3位だった。2021年のQS世界大学ランキングにおいて、世界第69位、スイスでは第3位だった。特に経済学部は、ドイツ語圏の大学の中では最高の評価を受けている。